# Liste der Mitglieder der National Academy of Sciences/1907
Im Jahr 1907 wählte die National Academy of Sciences der Vereinigten Staaten 8 Personen zu ihren Mitgliedern.

## Neugewählte Mitglieder
- James Dewar (1842–1923)
- Andrew Forsyth (1858–1942)
- David Hilbert (1862–1943)
- Joseph P. Iddings (1857–1920)
- Jacobus C. Kapteyn (1851–1922)
- Franklin P. Mall (1862–1917)
- Harmon Morse (1848–1920)
- Elihu Thomson (1853–1937)